# NGC 1303
NGC 1303 è una galassia lenticolare situata nella costellazione dell'Eridano, a una distanza di circa 255 milioni di anni luce dalla nostra Via Lattea.

## Scoperta
La galassia è stata scoperta il 28 ottobre 1865 dall'astronomo tedesco Heinrich d'Arrest.